# Lacustre

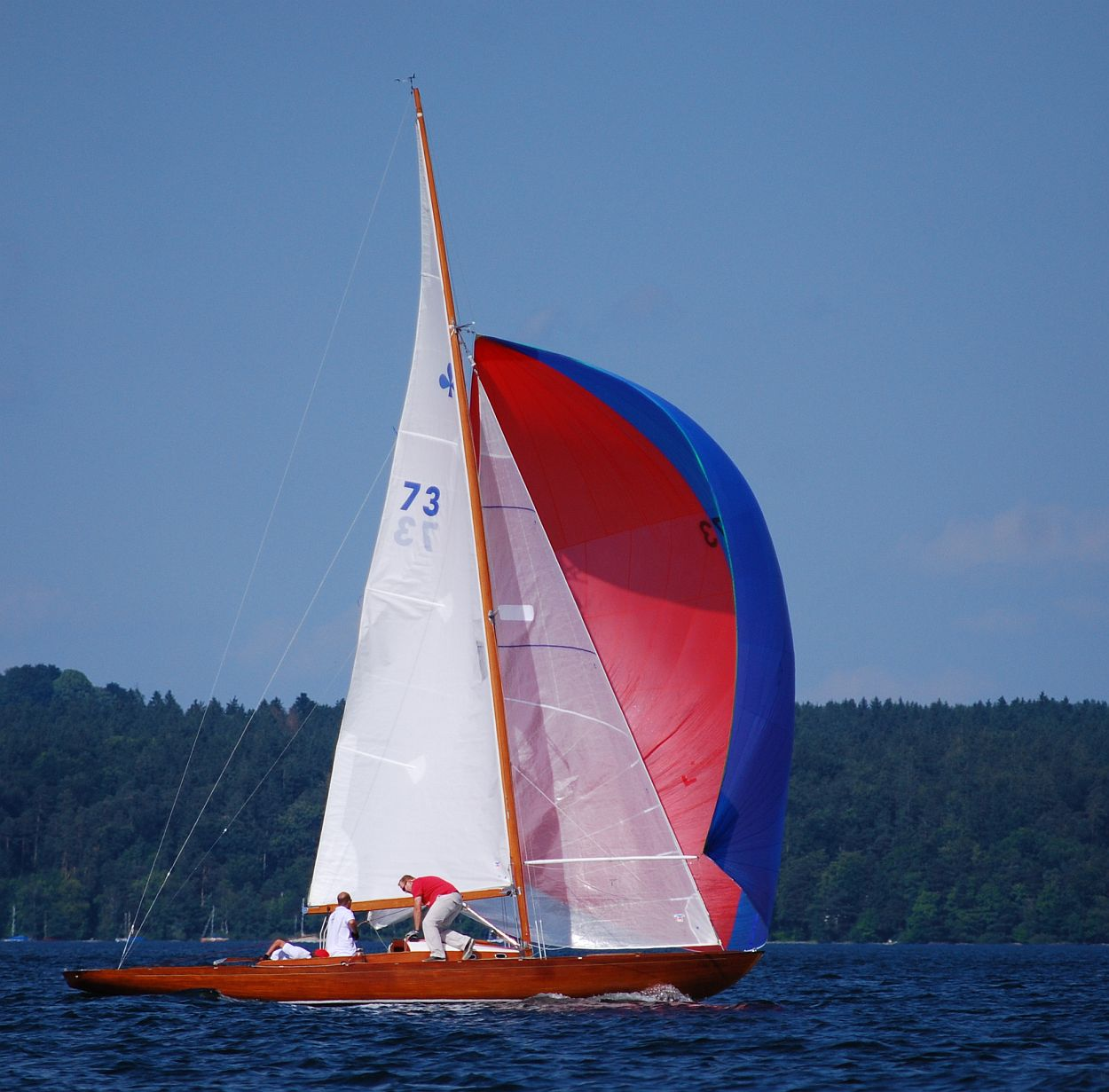
Lacustre

Die Lacustre ist eine klassisch elegante Renn-Segelyacht.

## Geschichte
Am Genfersee war der Segelsport Anfang des 20. Jahrhunderts ein fashionables Freizeitvergnügen, bei dem die reichen Herrschaften unter sich blieben. Vor allem am westlichen Ende des Lac Leman, wo zwischen Versoix und Genf die Villen der Gutbetuchten das Ufer säumen, galt es äußerst schick, eine 6 Meter-Rennyacht oder einen extra aus Schweden eingeführten, 30 Quadratmeter Schärenkreuzer – eigentlich konzipiert für das Küstengebiet in Skandinavien – zu segeln.
In dieser vornehmen Szenerie bewegte sich auch der 1907 geborene Henri Copponex. Er, der später in Zürich Mathematik und Ingenieurswesen studierte, Brücken konstruierte und dann in Genf eine Professur annahm, hatte offensichtlich von klein auf eine besondere Vorliebe für das Segeln. Kaum 20, steuerte er als Skipper die Rennmaschinen etlicher Herren von der Société Nautique de Genève.
In den folgenden Jahrzehnten wurde er als Konstrukteur etlicher Regattayachten (6mR- und 5,5mR-Yachten) auch in der internationalen Segelsportszene bekannt. Und Copponex blieb auch selbst bis ins Alter ein erfolgreicher Segelsportler. Noch 1960, im Alter von 53 Jahren holte er für die Schweiz an den Olympischen Sommerspielen von Rom eine Bronzemedaille auf einem von ihm selber konstruierten «5,5er».
Das berühmteste, von ihm entworfene Boot, ist aber der Lacustre. Dieser entstand ursprünglich im Auftrag eines reichen Genfer Zahnarztes, der sich eine dem Schärenkreuzer ähnliche Yacht wünschte, allerdings etwas kleiner, und besser auf die speziellen Verhältnisse am Genfersee zugeschnitten. Mit dem neuen Boot wollte der Arzt den Bol d’Or, schon damals die prestigeträchtigste Langstreckenregatta am Genfersee, für sich entscheiden.
Was Copponex 1938 präsentierte, war eine neuneinhalb Meter lange und nur 1,81 Meter breite Rennyacht mit einer berechneten Segelfläche von 25 Quadratmeter am Wind. Die Besegelung bestand dabei aus einem schlanken, hochgeschnittenen Großsegel und einer riesigen, weit nach achtern reichenden Genua, die bei zunehmendem Wind durch kleinere Vorsegel ersetzt werden konnte. Auch heute noch eine moderne Konstruktion.
Von Anfang an wurde der Lacustre zum Inbegriff für «klassische, sportliche Eleganz». Und die Segeleigenschaften erwiesen sich als perfekt zugeschnitten für Binnenseen, was ja auch der Name verspricht: Denn Lacustre heißt zu deutsch nichts anderes als «in Landseen heimisch». Bei mäßigen Winden schnell, bei härteren Winden seetüchtig, dazu handlich und bestechend schön, Eigenschaften wie sie kaum eine andere Yacht vereint.
Zudem war das Boot, mit seiner zwar engen – spartanisch, aber doch zweckmäßig eingerichteten – Kajüte im beschränkten Mass «bewohnbar». Kein Wunder, dass noch im ersten Jahr (1938) acht weitere Bestellungen zum Bau solcher Boote folgten. Schon kurz nach dem Krieg sprang der «Lacustre-Funke» an den Bodensee über, wo das Boot in den folgenden Jahrzehnten die größte Anhängerschaft fand.
Von den heute rund 265 registrierten Lacustre liegen rund 170 am Bodensee (die meisten davon am deutschen Ufer), 70 an anderen Seen der Deutschschweiz, Österreichs und Deutschlands. An seiner «Geburtsstätte», dem Genfersee, ist der Lacustre gegenwärtig nur noch mit 25 Booten vertreten.
Dank den präzisen Bauvorschriften und deren minuziösen Überwachung sind die Boote dieser Einheitsklasse noch heute so «kompatibel», dass die in den 1930er Jahren gebauten Lacustre immer noch mit neuen Booten mithalten können. Unverändert blieben vor allem die Form des Rumpfes, die Deckaufbauten und vor allem das Gewicht. Trotzdem ist der Lacustre alles andere als ein Oldtimer.
Dank permanenter Verbesserungen im Detail und der Zulassung von modernsten Materialien und Technologien in Bezug auf Mast, Takelage, Beschläge und Art der Besegelung ist der Lacustre heute eine perfekte Symbiose aus Traditions-Yacht und High-Tech-Renner geworden. Da ist es nur logisch, dass die Lacustre-Segler eine äußerst wettkampffreudige Klasse bilden.
Über 20 Regatten finden jährlich an den Schweizer Seen statt, jene am Bodensee mit einem höchst internationalen Teilnehmerfeld. Damit sind die Lacustre eine der aktivsten Yacht-Klassen der Schweiz. Höhepunkt ist die alle zwei Jahre stattfindende Internationale Schweizer Meisterschaft.
Wer hier die Boote beobachtet, wie sie, vorzugsweise bei Windstärken zwischen 2 und 5, mit meist starker Krängung (sich seitwärts neigend) und perfekt stehenden Tüchern hoch am Wind ihre Bahn ziehen, oder auf dem Raumkurs ihre mächtigen Spinnaker setzen, kann auch als Zuschauer leicht nachvollziehen, was die Faszination am Lacustre-Segeln ausmacht.